# Abu-Muhàmmad Sàlih
Abu-Muhàmmad Sàlih ibn Yansaran ibn Ghafiyyan ad-Dukkalí al-Majirí (en àrab أبو محمد صالح بن ينصارن بن غفيان الدكالي الماجري, Abū Muḥammad Ṣāliḥ ibn Yanṣāran ibn Ḡafiyyān ad-Dukkālī al-Mājirī), conegut simplement com a Abu-Muhàmmad Sàlih, (1155-22 de setembre de 1234) fou un sufí marroquí. És el patró de la vila de Safi, l'antiga Asfi.
Fou deixeble del sant Abu-Madyan al-Ghawth, patró de Tlemcen. Després de viure vint anys a Alexandria va retornar al Marroc i es va retirar a Asfi, on va morir.